# Gmina Hvidovre
Gmina Hvidovre (duń. Hvidovre Kommune) – jedna z gmin w Danii w regionie stołecznym (do 2007 r. w okręgu Kopenhagi (Københavns Amt)).
Siedzibą władz gminy jest Hvidovre. 
Gmina Hvidovre  została utworzona 1 kwietnia 1970 r. na mocy reformy podziału administracyjnego Danii. Kolejna reforma w 2007 r. potwierdziła status gminy.

## Dane liczbowe
- Liczba ludności: (♀ 24 358 + ♂ 25 505) = 49 863
  - wiek 0-6: 8,7%
  - wiek 7-16: 12,7%
  - wiek 17-66: 64,7%
  - wiek 67+: 13,9%
- zagęszczenie ludności: 2374,4 osób/km² (2004)
- bezrobocie: 5,1% osób w wieku 17-66 lat
- cudzoziemcy z UE, Skandynawii i USA: 171 na 10 000 osób
- cudzoziemcy z krajów Trzeciego Świata: 493 na 10 000 osób
- liczba szkół podstawowych: 11 (liczba klas: 285)